# Janez Zlatoust Pogačar
Janez Zlatoust Pogačar, slovenski rimskokatoliški duhovnik, teolog, ljubljanski škof, * 22. januar, 1811, Vrba, † 25. januar 1884, Ljubljana.

## Življenjepis
Janez Zlatousti Pogačar se je rodil kmetoma Janezu Pogačarju in Neži Primožič.
Bil je profesor dogmatike, pedagogike, Stare zaveze Svetega pisma in metafizike v Ljubljani, slovenski škof med leti 1875 – 1884 in prvi ravnatelj Alojzijevišča. Ustanovil je prvi slovenski verski časopis Slovenski verski časopis (od leta 1849 Zgodnja danica) in bil soustanovitelj Slovenske matice. Ostro je nasprotoval ponemčevanju. V bogoslovje je uvedel pouk cerkvene umetnosti, uredil izpite za učitelje verouka na ljudskih in srednjih šolah ter pospeševal karitativno delo. Zavzel se je za izdajo slovensko-nemškega slovarja, katerega pripravljalno gradivo je najprej zaupal Franu Levstiku in kasneje Maksu Pleteršniku.